# Howard Hawks
Howard Hawks (født 30. maj 1896, død 26. december 1977) var en amerikansk filminstruktør, der var kendt for at lave film inden for mange af de klassiske Hollywood-genrer og for at få det bedste frem i mange store skuespillere.

## Biografi
Howard Hawks blev født som søn af en relativt velhavende forretningsmand i en mindre by i Indiana. Han var temmelig forkælet som barn, især af sin bedstefar, der gav ham alt det, Howard havde lyst til. På den måde prøvede han at køre racerløb, og han fik flylicens som meget ung. Han blev uddannet ingeniør, men i en sommerferie i 1910'erne – efter at familien var flyttet til Californien – fik han job i et filmstudie. Da han viste forskellige talenter i den retning, blev han gode venner med Douglas Fairbanks, en af de store navne i stumfilmens tid.
Under Første verdenskrig var Howard Hawks løjtnant i signaltropperne og kom senere i tjenesten til Frankrig som pilot. Efter krigstjenesten kastede han sig igen over vovestykkerne som racerkører og pilot. Han designede også racerbiler, hvoraf én vandt Indianapolis 500-løbet.
Efterhånden trak filmarbejdet dog i ham, og han påtog sig en række forskellige job, og i 1922 begyndte han at skrive manuskripter på samlebånd. Hans ambitioner gik imidlertid i retning af instruktion, og i 1926 skrev han manuskriptet til The Road to Glory, som han solgte til et selskab med den klausul, at han selv ville instruere det. Det blev accepteret, og karrieren var for alvor i gang. Han instruerede i alt otte stumfilm i 1920'erne. I 1930 instruerede han sin første talefilm, Nattens patrulje, hvor han trak på sine erfaringer fra krigen.
Det var dog med gangsterdramaet Scarface fra 1932, at Hawks for alvor etablerede sig som en af de store instruktører. Efter denne succes kastede han sig med hjælp fra fremragende forfattere sig over andre genrer, hvor hans store sans for at få det bedste ud af skuespillerne igen og igen viste sig og resulterede i mesterværker som screwball-komedien Han, hun og leoparden, film noir'en Sternwood-mysteriet og de to Westernfilm Red River og Rio Bravo. 
Paradoksalt nok fik Hawks aldrig en Oscar for nogen af sine film trods store økonomiske successer, men han mødte stor beundring fra mange af instruktørerne fra den franske 'nye bølge' fra sidst i 1950'erne, og i 1975 fik han så en Æres-Oscar for sin indsats for amerikansk film. I samtiden var han nær ven af John Ford, der også var en stor beundrer af Hawks' film.

## Betydning
Som nævnt var flere franske instruktører store beundrere af Hawks, herunder Jean-Luc Godard, Claude Chabrol og François Truffaut, selv om det måske ikke ses så meget direkte i deres film. Til gengæld er der tydelige elementer fra Hawks i film af Robert Altman, Peter Bogdanovich (der lavede Du er toppen, professor! som en slags genindspilning af Han, hun og leoparden) samt Brian De Palma (der genindspillede Scarface i 1983).
Blandt de skuespillere, der i stor grad kan takke Hawks for deres karriere, er Cary Grant, Lauren Bacall, Montgomery Clift og James Caan. Også Katharine Hepburn, Humphrey Bogart og Marilyn Monroe havde nogen af deres stjernestunder i Hawks-film, og rent faktisk var det Hawks' skyld, at John Wayne blev en af de helt store stjerner via sin medvirken i Red River. Efter at have set den film sagde John Ford om Wayne:
"Jeg havde ikke troet, at det store brød kunne spille skuespil!"
Dette understreger, at en af Hawks' store evner var instruktionen af skuespillerne. Det lykkes ham i mange tilfælde at få en spontanitet og naturlighed ind i filmene, som blandt andet kom af hans opfordringer til spillerne om at improvisere. 

## Filmografi
Blandt de film, Howard Hawks instruerede, kan nævnes:
- The Road to Glory (1926)
- Nattens patrulje (1930)
- Scarface (1932)
- Ærens vej (1936)
- Han, hun og leoparden (1938)
- Kun engle har vinger (1939)
- Sensationen (1940)
- Professoren og korpigen (1941)
- At have og ikke have (1945)
- Sternwood-mysteriet (1946)
- Red River (1948)
- Jeg var en mandlig krigsbrud (1949)
- Gentlemen foretrækker blondiner (1953)
- Faraos gyldne skat (1955)
- Rio Bravo (1959)
- El Dorado (1966)
- Rio Lobo (1970)